# Lidzija Marozawa
Lidzija Alaksandrauna Marozawa (biał.: Лідзія Аляксандраўна Марозава; ur. 8 października 1992 w Mińsku) – białoruska tenisistka.

## Kariera tenisowa
Pierwszy raz na zawodowych kortach wystąpiła w listopadzie 2008 roku. Przegrała wówczas w pierwszej rundzie eliminacji do turnieju ITF pulą nagród 50 000 dolarów w Mińsku. W takim samym turnieju, lecz z pulą nagród 25 000 $, wystąpiła w marcu następnego roku. Wygrała wtedy swój pierwszy mecz na zawodowych kortach, odpadając w drugiej rundzie eliminacji. W październiku 2009 roku osiągnęła pierwszy sukces w rozgrywkach deblowych – doszła do finału ITF w Sztokholmie.
W 2016 roku dotarła do finału turnieju w Båstad w konkurencji gry podwójnej, w którym jej partnerką była Lesley Kerkhove. Zawodniczki przegrały wówczas z parą Andreea Mitu–Alicja Rosolska 3:6, 5:7. Ponad rok później, w październiku 2017 roku, osągnęła największy dotychczasowy sukces w rozgrywkach tenisowych – wygrała swój pierwszy tytuł rangi WTA. Na twardych kortach w hali w Luksemburgu, ponownie u boku Kerkhove, pokonała w finale Eugenie Bouchard i Kirsten Flipkens 6:7(4), 6:4, 10–6. Sezon zakończyła na 69. miejscu zestawienia deblowego WTA oraz na 478. pozycji w singlu.
W sezonie 2018 w grze pojedynczej wystąpiła tylko w jednym turnieju – odpadła w drugiej rundzie w Moskwie (15 000 $). W grze podwójnej doszła do półfinału w Shenzhen, drugiej rundy Australian Open i ćwierćfinału w Budapeszcie. Pod koniec kwietnia odpadła w półfinale Stuttgarcie z parą Nicole Melichar–Květa Peschke (3:6, 5:7), a tydzień później zmierzyła się ponownie z nimi w finale w Pradze. Grając w parze ze zmęczoną Mihaelą Buzărnescu (Rumunka wcześniej wygrała w trzech setach półfinał singla) uległa 4:6, 2:6. Razem z Shūko Aoyamą awansowała do finału zawodów w Hongkongu i kończących sezon rozgrywek WTA Elite Trophy w Zhuhai, ale zwyciężczyniami zostawały odpowiednio deble Samantha Stosur–Zhang Shuai oraz Ludmyła Kiczenok–Nadija Kiczenok.
W 2020 roku wspólnie z Andreeą Mitu zdobyły tytuł zawodów deblowych w Pradze, w meczu mistrzowskim pokonując Giulię Gatto-Monticone i Nadię Podoroską wynikiem 6:4, 6:4.
W sezonie 2021 razem z Anną Daniliną triumfowały w rozgrywkach w Gdyni, wygrywając w finale 6:3, 6:2 z Kateryną Bondarenko i Katarzyną Piter.
W 2022 roku wspólnie z Kaitlyn Christian wygrały zawody deblowe w Guadalajarze, w finale pokonując 7:5, 6:3 Wang Xinyu i Zhu Lin.
25 września 2017 zajmowała najwyższe miejsce w rankingu singlowym WTA Tour – 468. pozycję, natomiast 1 października 2018 osiągnęła najwyższe, 37. lokatę w rankingu deblistów.

## Finały turniejów WTA
| Legenda                     | Legenda |
| --------------------------- | ------- |
| Wielki Szlem                |         |
| Igrzyska olimpijskie        |         |
| WTA Tour Championships      |         |
| WTA Elite Trophy            |         |
| 2009 – 2020                 |         |
| WTA Premier Mandatory       |         |
| WTA Premier 5               |         |
| WTA Premier                 |         |
| WTA International Series    |         |
| WTA 125K series (2012–2020) |         |
| od 2021                     |         |
| WTA 1000 (obowiązkowe)      |         |
| WTA 1000 (nieobowiązkowe)   |         |
| WTA 500                     |         |
| WTA 250                     |         |
| WTA 125                     |         |

### Gra podwójna 9 (4–5)
| Końcowy wynik | Nr | Data                 | Turniej                  | Nawierzchnia  | Partnerka              | Przeciwniczki                       | Wynik finału      |
| ------------- | -- | -------------------- | ------------------------ | ------------- | ---------------------- | ----------------------------------- | ----------------- |
| Finalistka    | 1. | 24 lipca 2016        | Båstad                   | Ceglana       | Lesley Kerkhove        | Andreea Mitu Alicja Rosolska        | 3:6, 5:7          |
| Zwyciężczyni  | 1. | 21 października 2017 | Luksemburg               | Twarda (hala) | Lesley Kerkhove        | Eugenie Bouchard Kirsten Flipkens   | 6:7(4), 6:4, 10–6 |
| Finalistka    | 2. | 4 maja 2018          | Praga                    | Ceglana       | Mihaela Buzărnescu     | Nicole Melichar Květa Peschke       | 4:6, 2:6          |
| Finalistka    | 3. | 14 października 2018 | Hongkong                 | Twarda        | Shūko Aoyama           | Samantha Stosur Zhang Shuai         | 4:6, 4:6          |
| Finalistka    | 4. | 4 listopada 2018     | Zhuhai                   | Twarda (hala) | Shūko Aoyama           | Ludmyła Kiczenok Nadija Kiczenok    | 4:6, 6:3, 7–10    |
| Zwyciężczyni  | 2. | 25 lipca 2021        | Gdynia                   | Ceglana       | Anna Danilina          | Kateryna Bondarenko Katarzyna Piter | 6:3, 6:2          |
| Zwyciężczyni  | 3. | 27 lutego 2022       | Guadalajara              | Twarda        | Kaitlyn Christian      | Wang Xinyu Zhu Lin                  | 7:5, 6:3          |
| Finalistka    | 5. | 27 maja 2023         | Rabat                    | Ceglana       | Ingrid Gamarra Martins | Sabrina Santamaria Jana Sizikowa    | 6:3, 1:6, 8–10    |
| Zwyciężczyni  | 4. | 2 lipca 2023         | Bad Homburg vor der Höhe | Trawiasta     | Ingrid Gamarra Martins | Eri Hozumi Monica Niculescu         | 6:0, 7:6(3)       |

## Finały turniejów WTA 125

### Gra podwójna 2 (2–0)
| Końcowy wynik | Nr | Data            | Turniej | Nawierzchnia | Partnerka       | Przeciwniczki                          | Wynik finału |
| ------------- | -- | --------------- | ------- | ------------ | --------------- | -------------------------------------- | ------------ |
| Zwyciężczyni  | 1. | 6 września 2020 | Praga   | Ceglana      | Andreea Mitu    | Giulia Gatto-Monticone Nadia Podoroska | 6:4, 6:4     |
| Zwyciężczyni  | 2. | 1 sierpnia 2021 | Belgrad | Ceglana      | Wolha Hawarcowa | Alona Fomina Jekatierina Jaszyna       | 6:2, 6:2     |

## Występy w Turnieju WTA Elite Trophy

### W grze podwójnej
| Rok  | Rezultat | Partnerka    | Przeciwniczki                    | Wynik          |
| 2018 | Finał    | Shūko Aoyama | Ludmyła Kiczenok Nadija Kiczenok | 3:6, 6:4, 7–10 |